# Ібрагім I
Ібрагі́м I (осман. ابراهيم‎, тур. İbrahim; 5 листопада 1615 — 18 серпня 1648) — 18-й османський султан (1640—1648). Син султана Ахмеда I. Успадкував престол від свого брата Мурада IV. Під час його правління був відбитий у козаків Азов і розпочата П 'ята османо-венеційська війна (1645—1669) за володіння Критом, але султан не дожив до її переможного кінця. В історіографії вважається божевільним, ласолюбом і марнотратником. Одного разу, дізнавшись, що його наложниця зрадила йому, він, не знайшовши кривдника, наказав втопити в Босфорі весь свій гарем — 280 наложниць. Обклав податками духівництво, внаслідок чого улеми, об'єднавшись з яничарами, яким нерегулярно платилася платня, позбавили влади Ібрагіма. Зумівши налаштувати проти себе всіх, включаючи власну матір, був повалений 8 серпня 1648 у результаті перевороту і незабаром, 18 серпня 1648 року — був задушений. Троє з його синів були султанами після нього, серед них і Мегмед IV.

## Біографія
Батьком Ібрагіма був султан Ахмед I, матір'ю — його фаворитка Кесем Султан. Ібрагім не був старшим сином, однак при інтронізації Османа II в 1618 році він не був убитий, оскільки був ще малий віком, а Осман II не мав спадкоємців; Мурад IV не вважав брата небезпечним через психічну хворобу. Однак більшу частину свого життя до сходження на престол Ібрагім провів практично в ув'язненні, під охороною, а останні чотири роки — в Кафесі, де прислужували йому німі й глухі євнухи.
На його пам'яті пройшли страти Шехзаде Мехмеда, два повалення Мустафи I, повалення і вбивство Османа, страта двох його братів, Баязида і Касима, за наказом Мурада. Перед смертю Мурад IV наказав вбити і Ібрагіма, він навіть отримав у шейх аль-іслама Яхьї-ефенді фетву на страту брата. Ходили чутки, що Мурад хотів передати трон колишньому кримському хану, що жив на Родосі, оскільки всі сини самого Мурада померли і в живих до кінця його правління залишалось лише вісім доньок. Кесем-султан зуміла врятувати Ібрагіма, умовивши великого візира не вбивати єдиного законного спадкоємця.
Ці потрясіння не могли пройти безслідно для його слабкої психіки. Ібрагім не мав досвіду спілкування з ким-небудь за межами гарему. Коли до нього прийшли, щоб оголосити султаном, він злякався і вирішив, що посланці — це кати, послані Мурадом. Навіть мати не змогла переконати його. Забарикадувавшись у своїй клітці, Ібрагім відкрив її тільки після того, як йому принесли тіло померлого брата.
Усі призначені Мурадом чиновники, залишилися на своїх місцях, тому основні напрямки діяльності не змінилися. Перші чотири роки правління Ібрагіма в імперії спостерігалася деяка стабільність, завдяки його рішенню зберегти на посаді Кеманкеша Кара Мустафу-пашу, великого візира при Мураді, який продовжив розпочаті раніше реформи. Вони забезпечили економічне відновлення, підірване військовими кампаніями при правлінні Мурада.
В рамках реформ Мустафа-паша зробив зміну податкової системи, скоротив кількість яничарів і сипахів, стабілізував монету і вимагав суворого обліку грошових операцій. Він також випустив детальний кодекс (narh defteri) для торгівлі і відновив централізовану владу над непокірними бейлербеями в провінціях. Мустафа-паша значно скоротив число персон, які отримували виплати з казни без будь-якої служби.
Хоча Ібрагім надав візирам можливість діяти самостійно, на перших порах він регулярно знайомився зі звітами великого візира. Відповідні власноруч написані листи Ібрагіма показують, що, всупереч поширеній думці, він мав деяку освіту і намагався зберегти контроль над керуванням. Він часто інкогніто оглядав ринки столиці, а потім наказував великому візиру виправити помічені порушення. Однак Ібрагім був схильний підпадати під вплив своїх фаворитів, думка яких, в результаті, стало підміняти думку султана.
На початку правління Ібрагіма Кесем-султан, бувши валіде і головною в гаремі, знову отримала владу, яку вона втратила під час правління Мурада IV. Оскільки з часом Ібрагім перестав заглиблюватися в державні справи, управління державою здійснювалося великим візиром Кеманкешем Кара Мустафою-пашею і валіде Кесем-султан.
Династія була під загрозою зникнення, оскільки спадкоємців у Ібрагіма не було — жодного нащадка Османа I по чоловічій лінії не було в живих (за винятком потомства Джема) завдяки практиці братовбивства («закон Фатіха»). При цьому з'ясувалося, що новоявлений султан не уявляє собі, яким чином і внаслідок чого народжуються діти. Жінок Ібрагім боявся й уникав, оскільки його дорослішання пройшло в ув'язненні.
Для того, щоб «вилікувати» султана, Кесем запросила Джінжі-ходжу — авантюриста, якого називають «османським Распутіним». Справжнім ім'ям Джінжді-ходжі було Карабашзаде Хюсейн-ефенді. Він був відомий як цілитель, і спільні зусилляі Джинджі і Кесем принесли плоди. Джінжі-ходжа постачав Ібрагіма зіллям, а Кесем-султан — дівчатами. Незабаром Ібрагім захопився суто «виробництвом» спадкоємців.
У 1637 році козаки захопили Азов, скориставшись тим, що Мурад IV вів перську кампанію, яка відтягувала сили, і перебили всіх його захисників і жителів. Посланник султана в Росії, Фома Кантакузін, був ними убитий ще до захоплення міста, оскільки його перебування неподалік від Азова козаки вважали підозрілим і звинуватили в спробах зв'язатися з обложеними. Московський цар Михайло Федорович був поставлений до відома про те, що сталося, донесенням, надісланим козаками: «Відпусти нам, Государ провини наші. Ми без твого веління взяли Азов і вбили зрадника турецького посла». Відразу ж з Москви до Стамбула було надіслано грамоту зі співчуттям і обуренням на дії козаків: «Ми з Вами, братом нашим, хочемо бути в міцній дружбі».
Уже за Ібрагіма в 1641 році великий візир відправив армію на чолі з Кара Мустафою-пашею на допомогу кримському хану, яка взяла в облогу Азов 7 червня. За час облоги, що тривала більше трьох місяців, турецько-татарська армія зазнала великих втрат, серйозні втрати понесли і козаки. Кілька разів вони зверталися до царя з проханням «взяти місто під свою руку». Скликаний у Москві спеціально з цієї нагоди на початку 1642 року Земський собор ухвалив рішення про неможливість відправити військо в Азов у зв'язку з нестачею коштів. 30 квітня цар послав козакам грамоту з наказом здати місто. У травні козаки пішли з фортеці, зруйнувавши всі укріплення. Боярин Ілля Милославський з дяком Леонтієм Лазаревским у 1643 році були прислані з Москви до Стамбула для налагодження відносин.
Якщо на початку правління Ібрагіма Кеманкеш Кара Мустафа-паша і Кесем-султан діяли спільно, то з плином часу їх відносини загострилися. У рік відвоювання Азова великий візир Кара Мустафа позбувся Капудана Сілахдара Мустафи-паші, який раніше улюбленцем Мурада IV, якого Кесем планувала одружити з дочкою Мурада, Каєю-султан. Як фаворит султана Сілахдар-паша був впливовий за правління Мурада і, попри смерть свого покровителя, зберіг позиції, налагодивши зв'язки з валіде-султан.
Сілахдар-паша накопичив у дні фавору велике багатство. Крім іншого, він привласнив вісімдесят тисяч дукатів (щорічну данину Кіпру), які повинен був використовувати для утримання армії. Кара Мустафа-паша скористався нагодою і звинуватив Сілахдара-пашу перед султаном без узгодження з Кесем, у результаті Сілахдар-паша був страчений. Багатства, накопичені ним, знайшлися в його будинку в Стамбулі. Валіде захищала Сілахдара-пашу і цю страту сприйняла як виклик.
Проти великого візира склався тріумвірат, який складався з візира Султанзаде Мехмеда-паші, музахіба султана Юсуфа-паші і Джинджі-ходжі. Всім разом їм вдалося переконати Ібрагіма, що великий візир став ворогом держави і особисто султана. 31 січня 1644 року Кара Мустафа-паша був зміщений і задушений у палаці. Було оголошено, що він помер від апоплексичного удару.
Після страти Кеманкеш Кара Мустафи-паші новим великим візиром став Султанзаде Мехмед-паша, який і по батькові, і по матері був нащадком Сулеймана I і Роксолани. У 1645 році він виступав проти початку війни з Венеціанською республікою за острів Крит. Попри це, султан Ібрагім наказав почати військові дії на Криті, а 17 грудня 1645 року Султанзаде Мехмед-паша був відсторонений від посади великого візира і незабаром призначений командувачем (Сардар) турецької армії у військовій кампанії на Криті.
За наступні три роки Ібрагім часто міняв великих візирів: після Султанзаде Мехмеда-паші був призначений Невесінлі Саліх-паша (17 грудня 1645 — 1647), потім Кара Муса-паша (16—21 вересня 1647), до серпня 1648 року великим візиром був Хезарпаре Ахмед-паша (21 вересня 1647 — 7 серпня 1648).
У другій половині царювання вчинки Ібрагіма стали непередбачувані. Один із таких нападів описаний сучасниками і істориками. Ця історія стосується сина і спадкоємця Ібрагіма — Шехзаде Мехмеда. Після народження сина до нього приставляли годувальницю. Годувальницею Мехмеда стала невільниця Кізляр-аги, голови чорних євнухів. Вона була придбана Кізляр-агою, який не підозрював, що вона вагітна. Незабаром молода жінка благополучно народила сина. Кізляр-ага прив'язався до дівчини і дитини настільки, що усиновив хлопчика. Оскільки годувальниця з дитиною жила в гаремі, Ібрагім часто їх бачив і теж прив'язався до хлопчика. Йому було приємно грати і бавитися з малюком більше, ніж зі своїм сином. Мати Шехзаде Мехмеда, Турхан-султан, приревнувала і висловила своє обурення. Розлютившись, Ібрагім вихопив сина з рук його матері і жбурнув його в басейн (за іншими джерелами — у фонтан).
Мехмед сильно вдарився головою об борт і мало не потонув. Євнухи врятували спадкоємця, але на все життя у нього на лобі залишився шрам. Після цієї історії Кізляр-ага зі своєю рабинею і її дитиною вирушив в хадж з частиною жінок султанського гарему. Проте 28 вересня 1644 року ескадра мальтійських лицарів захопила їх корабель, і ага був убитий. Рабиня теж загинула, але була прийнята лицарями за дружину султана, а її дитина — за сина султана, оскільки вони були одягнені розкішніше інших, і супроводжуючі поводилися з ними як з членами сім'ї султана (Історик Алдерсон помилково записав цю жінку під ім'ям Зафіре серед наложниць Ібрагіма). Ібрагім був обурений.
Вважається, що Турецько-венеціанська війна 1645—1669 рр. була спровокована інцидентом з турецькими паломниками. Між Венецією і Османською імперією існувала угода про протидію піратам. Напад кораблів ордена на судно з людьми з оточення султана було сприйнято як піратський акт. Мальтійські кораблі після нападу знайшли стоянку на Криті, попри те, що намісник Криту особисто вимагав від них залишити острів, передбачаючи можливі ускладнення. Як він і припускав, всі претензії Стамбула були пред'явлені Венеції. Початок війни вилився у два десятиліття облоги Криту.
У грудні 1647 року Ібрагім I одружився зі своєю наложницею Хюмашах-султан. У нього вже було кілька наложниць-Хасекі, але Хюмашах він особливо полюбив і вирішив укласти з нею нікях. Проти цього шлюбу виступили султанші Ісміхан Кая-султан, Айше, Ханзаде і Фатьма. Ібрагім конфіскував їхнє майно і подарував його своїй новоспеченій дружині. Крім того, їм було урізано платню, яка надається всім членам династії: так наложниці Ібрагіма отримували 1000—1300 акче на день, в той час як султанші отримували не більше 400 акче. У підсумку він посварився навіть зі своєю матір'ю, яку вислав спочатку в літній будиночок за межами Топкапи. Потім Ібрагім дізнався, що Кесем і великий візир планують його змістити, візира він стратив, а матір переселив в сади Іскендера-Челебі.
У 1648 році Ібрагіму розповіли про красиву дочку шейх уль-іслама Муіда Ахмеда-ефенді, і Ібрагім вирішив її дістати, проте батько дівчини і вона сама не прагнули до такого союзу. За наказом Ібрагіма дівчину схопили і доставили до нього, проте незабаром він відіслав її назад до батька. Це була образа не тільки для сім'ї шейх уль-іслама, але і для всіх улемів.
Незадоволені Ібрагімом вчинили змову. До нього увійшли шейх уль-іслам, імами, яничари, члени дивану і Кесем-султан. Активні дії розпочалися 7 серпня 1648 року, коли ага яничарів на чолі натовпу яничар з'явився до палацу і зажадав від Ібрагіма вислухати їх вимоги, серед яких була відставка великого візира. Переляканий Ібрагім погодився. Великий візир Ахмед-паша спробував врятуватися і сховатися, проте його спіймали та вбили.
Тіло витягли на Іподром і розрубали на частини, а колишньому візиру присвоїли прізвисько «хезарпаре» — тисяча шматків. Був призначений новий великий візир, Софу Мехмед-паша, ага сипахів, кандидатура якого була висунута бунтівними. Коли на наступний день новий, призначений на вимогу імамів і яничарів великий візир прийшов до Ібрагіма, той накинувся на нього і вчепився в бороду, називаючи псом і звинувачуючи в змові і бунті. Офіцери відтягнули візира від оскаженілого султана.
Яничари і сипахи зібралися в Ая-Софії. Шейх аль-іслам виголосив промову, звинувачуючи Ібрагіма в жахливому стані імперії, військових невдачах, беззаконні і розповів про прийом, зроблений Ібрагімом новому великому візиру. Великий візир публічно запропонував шейх уль-ісламу видати фетву з вимогою Ібрагіму постати перед присутніми і відзвітувати. Фетва була підготовлена, і ага яничарів у супроводі двох кадіаскерів вирушив до Ібрагіма.
Усі яничари, які зібралися на Іподромі, пішли до палацу і заволоділи зовнішнім двором. Вищі офіцери увійшли до другого двору і оголосили Бостанджі і капиджібаші (охоронцям), щоб вони не чинили опір, або їх всіх зарубають. Ібрагім розірвав фетву на шматки і погрожував вбити шейх вль-іслама, але ага яничарів заявив, що життя султана в більшій небезпеці, ніж муфтія. Злякавшись за власну долю, Ібрагім кинувся до матері, якій перед цим дозволив повернутися зі Старого палацу. Напередодні лідери бунту повідомили Кесем, що єдиний спосіб зберегти Ібрагіму життя, це переконати його відректися від престолу.
Тим часом ага яничарів і два кадіаскера повернулися в Ая-Софію. Після їх розповіді шейх уль-іслам надав нову фетву, згідно з якою султан, який порушував всі закони Корану, був невірним і більше не мав права командувати мусульманами. Після цього рішення натовп рушив до палацу. Після прибуття бунтівники наказали чорним євнухам схопити Ібрагіма і привести його.
Головний муфтій пообіцяв валіде-султан напередодні, що дозволить колишньому султану жити, і всі ті, хто сприяв поваленню Ібрагіма, теж погодилися не позбавляти його життя. Муфтій, великий візир і ага яничарів зробили знак ічогланам (пажам), щоб ті тягли колишнього султана в клітку, яка вже була підготовлена.
Як тільки він увійшов, двері і вікна були забиті цвяхами: залишився тільки невеликий отвір для передачі їжі. Відразу ж після цього Мехмед IV, якому не було і семи років, був оголошений султаном. Через кілька днів, попри дану Кесем-султан обіцянку, шейх уль-іслам видав фетву, згідно з якою Ібрагіма треба було стратити. 18 серпня колишнього султана задушили.

## Родинне життя
В Ібрагіма був великий гарем, проте відомі імена лише частини наложниць. З однією з них Ібрагім уклав законний шлюб.
Можна навести наступний перелік жінок та дітей Ібрагіма I:
- Турхан-султан (1627/1628 — 5 липня 1682; валіде-султан) — народилася в Рутенії.  Під час одного з набігів татар була схоплена у полон і продана у рабство. У віці близько 12—14 років Турхан була доставлена до палацу Топкапи як подарунок кримського хана матері султана Ібрагіма I, Кесем-султан. Кесем вважала, що дівчинку чекає непогане майбутнє в гаремі й віддала її на виховання до палацу своєї молодшої дочки Атіке-султан. У палаці Атіке отримала відповідну освіту і незабаром повернулася в Топкапи, де стала наложницею султана. Відрізнялася красою і розумом, тому світловолоса блакитноока Турхан швидко завоювала серце Ібрагіма і отримала статус хасекі. 2 січня 1642 року Турхан Хатідже народила свого старшого сина, майбутнього султана Мехмеда IV. Також у Турхан і Ібрагіма було три дочки — Гевхерхан-султан, Атіке-султан і Бейхан-султан. Незабаром після народження другого сина, Ахмеда, який помер у дитинстві, Турхан втратила свій вплив на султана.

Діти:
- Мехмед IV (2 січня 1642 — 6 січня 1693).
- Шехзаде Ахмед (після 1643 — в дитинстві) — остання дитина Турхан; після його смерті Хасекі втратила вплив на Ібрагіма.
- Гевхерхан-султан (1642 — 27 жовтня 1694) — з 1647 року була одружена з Чавушзаде Мехмедом-пашею (пом. в травні 1681); з 1692 була одружена з Палабийиком Юсуфом-пашею (пом. 1714).
- Атіке-султан (пом. в правління султана Мехмеда IV) — з 1646 року була одружена з Джафером-пашею (пом. в грудні 1647); з 1648 року була одружена з Капуданом Топаль Кенаном-пашею (пом. 17 лютого 1659); з 1659 року була одружена з Шехіт Ісмаїлом-пашею (пом. в квітні 1666).
- Бейхан-султан (1645 — 15 грудня 1700) — з 1646 року була одружена з Кючюк Хасаном-пашею (пом. 1647); з 16 вересня 1647 року була одружена з великим візиром Хезарпаре Ахмедом-пашею (страчений 7 серпня 1648), син якого був заручений з однією з сестер Бейхан; до 1683 року була одружена з Узун Ібрагімом-пашею (страчений в 1683); з 1689 року була одружена з Бійіклі Мустафою-пашею (пом. 9 січня 1699).
- Саліха Ділашуб-султан (пом. 5 листопада 1689; валіде-султан) — наприкінці 1630-х років вона потрапила до султанського гарему, де пройшла відповідну підготовку.

Діти:
- Сулейман II (15 квітня / 25 травня 1642 — 22/23 червня або 12 липня 1691)
- Айше-султан (1646 — в правління султана Мехмеда IV) — з 28 лютого 1655 року була одружена з великим візиром Ібшір Мустафою-пашею (страчений 11 травня 1655).

- Хатідже Муаззез-султан (пом. 12 вересня 1687) — народилась приблизно в 1628 році. Про її походження даних немає. Померла за 4 роки до сходження сина на престол.

Діти:
- Ахмед II (25 лютого 1643 — 7 лютого 1695).
- Фатма-султан (вересень 1642 — 1682) — з січня 1645 року була одружена з капуданом Мусахіп Юсуфом-пашею (страчений 22 січня 1646); з 23 лютого 1646 року було заручена з капуданом Фазилом-пашею (пом. 1657).
- Айше-султан — Улучай довів, що вона стала однією з хасекі Ібрагіма в січні 1645 року завдяки фірману, написаному Дарюссааде азі, що включає пропозицію «... оздоблення покоїв нової хасекі Айше-султан Хазретлері». У «Реєстрі Османів» і в Алдерсона не значиться.

Діти:
- Шехзаде Мурад (22 березня чи квітень 1643 — січень 1644).
- Мах-і Енвер-султан — Наїма, не вказуючи імені, писав про неї: «П'ятій хасекі жалували санджак Хамід». Те, що це була Махіенвер, ми дізнаємося з фірману султана Ібрагіма про обробку покоїв хасекі в гаремі 2 травня 1646 року, в якому султан наказує «для обробки покоїв п'ятої хасекі Махіенвер-султан безіргянбаші[2] Юсуфу зробити деякі покупки». Ця Хасекі теж не згадується в «Реєстрі Османів» і в Алдерсона в таблиці щодо сім'ї Ібрагіма.

Діти:
- Шехзаде Осман (серпень 1644 — 1646)
- Кая-султан (1642 р. н.) — з жовтня 1649 року була одружена з Хайдарагазаде Мехмедом-пашею (страчений в червні 1661).
- Шівекар-султан (пом. 1693) — вірменка за походженням і, за чутками, важила 150 кг.

Діти:
- Баязид (1 травня 1646 — серпень 1647)
- Джихангір (14 грудня 1646 — 1 грудня або 1 лютого 1648)
- Лейла Сачбаглі-султан — мала черкеське походження. Народилася в сім'ї Ахмета Бірхана Мірзи. У Лейли був брат Хасан-паша і сестра Хубьяр-хатун. Тітка Лейли, Шекерпаре-хатун, стала дружиною одного з мусахібів. У ранньому віці Лейла потрапила в гарем султана Ібрагіма I. Варто зазначити, що її сестра і тітка протягом певного часу також належали до гарему Ібрагіма.

Діти:
- Шехзаде Селім (19 березня 1644 — вересень / жовтень 1669)
- Біджан-султан (1648—1675)
- Теллі Хюмашах-султан — народилась в 1634 році. Попри те, що в Ібрагіма вже було на той момент безліч фавориток, він взяв ще одну і дав їй титул хасекі. Із усіх жінок Ібрагім найбільше кохав Хюмашах і тому уклав із нею нікях в грудні 1647 року, за 8 місяців до своєї смерті. Як подарунок до весілля Ібрагім подарував Теллі-хасекі палац Ібрагіма-паші в Єгипті. Однак, ще до весілля Хюмашах була вельми впливовою при дворі. Султан Ібрагім вирішив вистелити покої Хюмашах соболиним хутром, на що його спонукала казка, почута якось від придворної казкарки. У скарбниці не було грошей на покупку хутра, тому наказувалося ночами заходити на базари і в хани, ламати двері в крамницях торговців хутром і виносити звідти хутра та шовк, через що торговці відкрито висловлювали своє невдоволення.

Діти
- Шехзаде Орхан (вересень/жовтень 1648 — січень 1650)
- Поліє-хатун — Алдерсон вказує її серед хасекі Ібрагіма. Якщо керуватись його свідченнями, можна стверджувати, що вона народила принаймні одну дитину від Ібрагіма I.
- Сакизула-хатун — у Алдерсона вказана серед жінок Ібрагіма I.

Невідомо хто був матір'ю наступних дітей. Можливо, Поліє-хатун або Сакизула-хатун, або ж народжували обидві, оскільки вони вказані в переліку відомих наложниць Ібрагіма. Народити цих дітей могли й будь-які інші наложниці Султана, імена яких не збереглись. Варто зазначити і те, що достовірно невідомо скільки точно було дітей у кожної Хасекі. Нині визначити хто їх народив неможливо. Однак відомо про існування ще трьох дочок Ібрагіма І:
- Дочка (1640 р. н.) — з 6 серпня 1648 року була заручена з Бакі-беєм, сином великого візира Хезарпаре Ахмеда-паші.
- Уммюгюльсюм-султан — з 1653/1654 року була одружена з мірахуром Абаза Ахмедом-пашею (пом. 13 листопада 1656).
- Дочка — з грудня 1666 року була одружена з Джеррах Касимом-пашею (пом. 1676).
- Хубьяр-хатун — після смерті Ібрагіма I стала дружиною Ібрагіма-паші, сина Мустафи Чауші.
- Шекерпаре-хатун (пом. 1648/1649) — згідно зі свідченнями Евлії Челебі, за два місяці до повалення султана була вислана до Єгипту, де вийшла за Кара Мусу-пашу, страченого в 1649 році.

Оскільки цих наложниць вислали й видали в шлюб, можна зробити висновок, що в них не було дітей від Ібрагіма I, або ж вони померли одразу після народження чи при народженні й не були зафіксовані.
- Заріфе-хатун
- Дочка шейх-уль-іслама Муіда Ахмеда-ефенді — її поява в гаремі стала однією з передумов повалення Ібрагіма I; у 1648 році Ібрагіму розповіли про красиву дочку шейх уль-іслама Муіда Ахмеда-ефенді, і Ібрагім вирішив її дістати, проте батько дівчини і вона сама не прагнули до такого союзу. За наказом Ібрагіма дівчину схопили і доставили до нього, проте незабаром він відіслав її назад до батька, попередньо позбавивши честі. Це була образа не тільки для сім'ї шейх уль-іслама, але і для всіх улемів.
- Алдерсон зазначає хасекі, чиє ім'я нам не відомо. Р. Е. Кочу в романі «Кесем-султан» говорить про неї як про Бінназ-хатун: «Однією з гаремних підлабузників була казкарка Бінназ-хатун, дочка воєводи. Одна з тих жінок, яких їхні сусіди називають базарна баба. Вона знала безліч казок, а султан Ібрагім любив слухати на ніч казки. Її привели до палацу, коли султан залишився задоволений, вона практично переїхала в гарем, але продовжувала жити на два будинки, не покидаючи будинок у своєму районі. Вона розповідала падишаху казки». Дочка воєводи Бінназ не була хасекі або гезде. Вона розповідала Падишаху перські казки і казки «1001 та 1 ночі», була свого роду драматургом-оповідачкою, показувала імпровізовані мізансцени під час розповіді.
- Дівчина, яку Алдерсон називає «дочкою Ханзаде», була дружиною Хезарпаре Ахмеда-паші. Потім вона стала гезде Ібрагіма. Натомість Ахмеду-паші була віддана в жінки одна з султанських дочок.

Алдерсон, описуючи 8,5-річне правління Ібрагіма, пише про 11 хасекі і гезде. Імена трьох з них невідомі. В результаті кількість хасекі-гезде збільшилася до 15, але не варто думати, що Ібрагім ними обмежувався. Безліч наложниць залишилися невідомими історії і канули в лету.
Одного разу він поклав око на одну з вдів свого покійного брата Мурада. Але вона з презирством відкинула його залицяння. Тоді він вирішив отримати своє силою. Жінка вирвалася і схопила ніж, пригрозивши султану, що вдарить його. На шум прибігла Кесем. На адресу султана вона посипала зауваження і дала нещасній жінці сховатися.
Пензер в «гаремі» говорить, що через постійний страх бути задушеним під час султанату Мурада IV, Ібрагім став психоневротиком, а зійшовши на престол, природним симптомом цієї недуги стали сексуальні фантазії і девіації, автор навів приклади цього.
Ібрагім наповнив гарем наложницями різних народностей і різної зовнішності, він займався з ними любов'ю цілодобово, прибрав до рук маєтки Софа і проводив там розваги біля басейну, в підсумку заплямувавши імідж «Благочестивого гарему».
Ахмет Рефік описав його гаремні навіженства в «Жіночому Султанаті» і «Соболиному Епосі», а Іскандер Фахреттін в романі «Теллі-хасекі».
Ібрагім насильно видавав своїх дочок за літніх пашів і візирів, безсумнівно, заради отримання подарунків, грошей і наложниць. Зазвичай він вибирав для цього старих капітанів і пашів. Наїма пише про те, що Падишах вважав бажаним весілля двох-трирічних дівчаток з вельможами і візирами пристойного віку.

## Свідчення про Ібрагіма I
Наїма описує:
«Державні вельможі і представники Султанату відправили по одній наложниці в день джюлуса хотіли розбудити в ньому бажання до мирських утіх і продовження роду. І жінки в світі бажаного побачивши в цьому шанс, пестили тільки-тільки врятувався з катівню наївного Султана, дали йому можливість скуштувати різноманітні речі і навчили його науці хтивості».
Англійським письменником, журналістом і істориком був написаний непривабливий образ цього султана Османської імперії:
«Ібрагім був слабким, безвольним чоловіком, який успадкував від свого батька і брата тільки жорстокість і нічого з їх чеснот. Безвідповідальний, з нестійким характером, корисливий по своїй суті, він любив займатися лише своїм гаремом, всіляко догоджаючи своїм фривольним настроям і бажанням. За його розпорядженням лазні міста піддавалися оглядам, щоб знаходити красунь для його любовних утіх. Лавки ювелірів і європейських купців піддавалися пограбуванням, щоб задовольняти раптові примхи і захоплення султана».
Кантемір писав:
«Наскільки Мурад був прихильний вину, настільки ж Ібрагім був відданий похоті. Стіни своїх покоїв він покрив дзеркалами, щоб здавалося, ніби його любовні битви відбуваються відразу в декількох місцях. У палацовому саду, він часто збирав усіх незайманих, змушував їх роздягатися, і сам голий, видаючи жереб'яче іржання, носився серед них і ґвалтував то одну, то іншу, наказував брикатися і чинити супротив».

## У мистецтві та кінематографі
- Ахмет Рефік описав гаремні навіженства Ібрагіма I в «Жіночому Султанаті» і «Соболиному Епосі», а Іскандер Фахреттін в романі «Теллі Хасекі».

- У турецькому фільмі «Махпейкер» (2010) роль султана Ібрагіма виконав Сертач Екічі.

- У турецькому серіалі «Величне століття. Нова володарка» (2015—2017) роль Ібрагіма в дитинстві виконували Рюзгар Ефе Демірджі, Арда Килич, в молодості — Ридван Айбарс Дюзей, роль зрілого Ібрагіма виконав Тугай Мерджан.